# Algèbre de Post
Pour les articles homonymes, voir Algèbre (homonymie).
L'algèbre de Post correspond à la première logique à valeurs multiples développée en 1921 par Emil Post.
C'est la généralisation de l'algèbre booléenne.
De nos jours, l'algèbre de Post est utilisée pour créer des processeurs dans un système à base de logique ternaire.